# Етикетка токсичності
Маркування токсичності, а саме; червона етикетка, жовта етикетка, синя етикетка та зелена етикетка є обов’язковими етикетками, що використовуються на контейнерах з пестицидами в Індії, що визначають рівень токсичності (тобто клас токсичності ) вміщеного пестициду. Ці схеми випливають із Закону про інсектициди 1968 року та Правил щодо інсектицидів 1971 року.
Маркування відповідає загальній схемі, викладеній у Правилах використання інсектицидів, 1971, і містить таку інформацію, як торгова марка, назва виробника, назва протиотрути на випадок випадкового споживання тощо. Основним аспектом етикетки є кольоровий знак, який позначає токсичність матеріалу кольоровим кодом. Таким чином, схема маркування пропонує чотири різні кольорові мітки: червону, жовту, синю і зелену. 
| Мітка | Ім'я | Ім'я             | Рівень токсичності    | Оральна летальна доза (мг/кг) | Перелічені хімікати                                                                                        |
| ----- | ---- | ---------------- | --------------------- | ----------------------------- | --- |
|       |      | Червона етикетка | Надзвичайно токсичний | 1–50                          | Монокротофос, фосфід цинку, етил ртуті ацетат та інші.                                                     |
|       |      | Жовта етикетка   | Високотоксичний       | 51–500                        | Ендосульфан, карбарил, квінальфос, та інші.                                                                |
|       |      | Блакитна мітка   | Помірно токсичний     | 501–5000                      | Малатіон, тірам, гліфосат та інші.                                                                         |
|       |      | Зелена етикетка  | Злегка токсичний      | > 5000                        | Манкоцеб, оксифлуорфен, олії та рідини для відлякування комарів та більшість інших побутових інсектицидів. |

Класифікація токсичності поширюється лише на пестициди, які дозволені до продажу в Індії. Деякі з класифікованих пестицидів можуть бути заборонені в деяких штатах Індії за рішенням урядів штатів. Деякі з червоних і жовтих пестицидів були заборонені в штаті Керала після протестів проти ендосульфану в 2011 році. 